# Casa Senyorial de Lielzalve
La Casa Senyorial de Lielzalve (en letó: Lielzalves muižas pils) és una mansió a la regió cultural de Selònia, al Municipi de Nereta de Letònia.